# ホイットモア・ビレッジ
ホイットモア・ビレッジ (Whitmore Village) は、アメリカ合衆国ハワイ州ホノルル郡にある国勢調査指定地域 (CDP)。2010年国勢調査における人口は 4,499人であった。

## 地理
ホイットモア・ビレッジは、北緯21度30分52秒 西経158度1分31秒 / 北緯21.51444度 西経158.02528度 (21.514550, -158.025358) に位置している。
アメリカ合衆国国勢調査局によれば、このCDPの面積は 0.9平方マイル (2.3 km2)であり、そのうち0.9平方マイル (2.3 km2)が土地、全体の1.08% だけが水面である。

## 人口構成
2000年国勢調査における人口は 4,057人で、世帯数は 940世帯、818家族がこのCDPに居住していた。人口密度は 4,411.5人/平方マイル (1,702.6/km²) であった。住宅戸数は 991戸で、平均密度は 1,077.6戸/平方マイル (415.9/km²) であった。民族構成は、白人が5.10%、アフリカ系が0.44%、大陸先住民族系0.10%、アジア系65.89%、太平洋先住民族系6.53%、その他 0.96%、複数の血統を引く者20.98%であった。いずれの民族であるかを問わず、ヒスパニック、ないし、ラティーノに該当する者は、全体の7.59%であった。
940世帯のうち、43.6%には18歳未満の子どもが同居しており、64.8%には婚姻関係にある夫婦が同居し、14.6%には夫のいない女性の世帯主がいて、12.9%は非家族世帯であった。9.8%は単身世帯で、5.5%は65歳以上の独居世帯であった。 世帯員数は平均4.28人、家族員数は平均4.39人であった。 
このCDPの人口は、29.9%が18際未満で、9.6%が18歳から24歳、27.5%が25歳から44歳、19.9%が45歳から64歳、13.1%が65歳以上であった。平均年齢は34歳。性比は、女性100人に対し男性101.1人、18歳以上に限ると女性100人に対し男性99.0人であった。
このCDPの世帯収入の中央値は、52,308ドルで、家族世帯の収入の中央値は、55,508ドルであった。男性の所得中央値は27,885 ドルであったのに対し、女性は23,139ドルであった。このCDPの1人あたり所得は14,315ドルであった。家族世帯のおよそ7.5%、人口の11.1%パーセントは、貧困線以下の水準にあり、年代別では18歳未満の13.9%、65歳以上の11.4%が該当する。

## 教育
ハワイ州教育局は、ヘレマノ小学校 (Helemano Elementary School) をホイットモア・ビレッジCDPで運営している。